# Köcsk
Köcsk község Vas vármegyében, a Celldömölki járásban.

## Fekvése
A Kemenesalja közepén, a Ság és a Kis-Somlyó hegy között, a Kodó-patak, illetve a Csikászó-patak mentén fekszik. A település két részre különül el: az egykori Kisköcskre, illetve az attól nyugatra fekvő Nagyköcskre.
Déli és északi szomszédai, Egyházashetye, illetve Kemeneskápolna felé a 8434-es út biztosít közúti összeköttetést a falu számára. Főutcájaként a 84 137-es út húzódik végig a településen – annak mindkét részén –, az az út Celldömölk nyugati határszélével kapcsolja össze.

## Története
A település első írásos említése 1237-ből való (Kuscku), ekkor még egy község volt. A név török eredetű személynév. A falu első ismert birtokosa Köcski Sándor, Károly Róbert hadvezére és bizalmasa volt.
A település 15. században Nagyköcskre és Kis- vagy Nemesköcskre vált szét, de egy időben létezett Középköcsk is.
Kisköcskön elsősorban kisnemesek birtokai voltak, Nagyköcskön pedig a Héder nemzetségbeli Köcskiek mellett a Nádasdy és Káldy családoknak voltak birtokai.
A két település 1939-ben egyesült Köcsk néven.

## Közélete

### Polgármesterei
- 1990–1994: Horváth László (független)[4]
- 1994–1998: Horváth László (független)[5]
- 1998–2002: Horváth László (független)[6]
- 2002–2006: Varga Józsefné (független)[7]
- 2006–2010: Varga Józsefné (független)[8]
- 2010–2014: Varga Józsefné (független)[9]
- 2014–2019: Magyar Tibor (független)[10]
- 2019–2024: Magyar Tibor (független)[11]
- 2024– : Magyar Tibor (független)[1]

## Népesség
A település népességének változása:
| Lakosok száma | 259  | 248  | 230  | 227  | 248  | 240  | 243  |
|               | 2013 | 2014 | 2015 | 2021 | 2022 | 2023 | 2024 |

A 2011-es népszámlálás során a lakosok 87,4%-a magyarnak, 2,3% németnek, 1,1% szlovénnek, 0,4% cigánynak, 0,4% ruszinnak mondta magát (11,8% nem nyilatkozott; a kettős identitások miatt a végösszeg nagyobb lehet 100%-nál). A vallási megoszlás a következő volt: római katolikus 61,1%, református 0,4%, evangélikus 11,8%, felekezet nélküli 4,2% (22,1% nem nyilatkozott).
2022-ben a lakosság 93,5%-a vallotta magát magyarnak, 3,2% németnek, 1,2% szlovénnek, 0,4% ukránnak, 0,4% cigánynak, 1,2% egyéb, nem hazai nemzetiségűnek (6,5% nem nyilatkozott; a kettős identitások miatt a végösszeg nagyobb lehet 100%-nál). Vallásuk szerint 48% volt római katolikus, 12,5% evangélikus, 1,6% református, 1,2% görög katolikus, 4% felekezeten kívüli (32,7% nem válaszolt).

## Nevezetességei
- Ajkay-Hetthéssy-kúria: eklektikus stílusú, az 1880-as évekből